# Hommarting
Hommarting település Franciaországban, Moselle megyében. Lakosainak száma 831 fő (2022. január 1.). Hommarting Arzviller, Brouviller, Guntzviller, Niderviller és Réding községekkel határos.

## Népesség
A település népességének változása:
| Lakosok száma | 548  | 653  | 680  | 781  | 869  | 869  | 850  | 827  | 827  | 831  |
|               | 1968 | 1982 | 1990 | 2006 | 2013 | 2015 | 2017 | 2019 | 2020 | 2022 |